# リチャード・ハンドコック (第2代カースルメイン男爵)
第2代カースルメイン男爵リチャード・ハンドコック（英語: Richard Handcock, 2nd Baron Castlemaine、1767年5月14日 – 1840年4月18日）は、アイルランド王国出身の貴族、政治家。1800年にアイルランド庶民院議員を務めた。

## 生涯
アコンリー首席司祭リチャード・ハンドコック（1791年7月25日没）とサラ・トラー（Sarah Toler、リチャード・トラーの娘）の息子として、1767年5月14日に生まれた。
1800年5月から8月までアスローン選挙区の代表としてアイルランド庶民院議員を務めた。議会ではトーリー党に属した。
1839年1月7日に兄にあたる初代カースルメイン子爵ウィリアム・ハンドコックが死去するとカースルメイン男爵位を継承した。
1840年4月18日にダブリンで病死、21日にアスローンで埋葬された。長男リチャードが爵位を継承した。

## 家族
1790年11月13日、アン・フレンチ（Anne French、1852年11月14日没、アーサー・フレンチの娘）と結婚、8男3女をもうけた。
- リチャード（1791年11月17日 – 1869年7月4日） - 第3代カースルメイン男爵
- ウィリアム（1811年没） - 溺死
- アリシア（Alicia、1828年8月13日没） - 1813年4月27日、リチャード・ボイル・バッグリー（Richard Boyle Bagley）と結婚、子供あり
- アーサー（1796年4月5日 – 1826年7月27日） -
- ジョン・グスタヴァス（John Gustavus、1799年 – 1838年3月2日） - 1827年11月13日、フランシス・フラッド・ジェソップ（Frances Flood Jessop、1848年11月27日没、ジョン・ハーワード・ジェソップの娘）と結婚、子供あり
- サラ（1800年ごろ – 1885年5月17日） - 1817年11月4日、クリストファー・ハミルトン（Chirstopher Hamilton、1842年12月14日没）と結婚、子供あり
- ジョージ（1801年 – 1867年10月20日） - 1833年2月16日、エリザベス・アリシア・フレンチ（Elizabeth Alicia French、1890年4月1日没、ロバート・ヘンリー・フレンチの娘）と結婚、子供あり
- ヘンリー・ロバート（1855年9月8日没） - 1854年5月15日、エレン・ジョージナ・ウィリアムズ（Ellen Georgina Williams、1907年1月28日没）と結婚。クリミア戦争におけるセヴァストポリ包囲戦で戦死
- チャールズ（1808年1月31日 – 1879年2月13日） - 1845年4月25日、エリザベス・ケリー（Elizabeth Kelly、1878年6月26日没、ダニエル・ケリーの娘）と結婚、子供あり
- ロバート・フレンチ（1871年12月3日没） - 1848年4月11日、イザベラ・ルイーザ・ゴードン（Isabella Louisa Gordon、1898年4月19日没、ジェームズ・ゴードンの娘）と結婚、子供あり
- アン（1878年3月1日没） - 1830年10月14日、センプロニアス・ストレットン（英語版）（1842年2月5日没）と結婚。1846年10月1日、セント・ジョン・ゴア・ブラウン（St. John Gore Browne、1861年5月19日没）と再婚